# Valerius Andreas
Valerius Andreas (Dessel, 27 november 1588 – Leuven, 29 maart 1655), geboren als Walter Driessens, was een Brabantse geschiedschrijver en rechtsgeleerde.

## Levensloop
Hij genoot zijn humaniora aan de Latijnse school van Geel. Na zijn studies aan de universiteit van Dowaai, werd hij professor Hebreeuws aan het Drietalencollege te Leuven. 
In 1623 schreef hij zijn bekende werk Bibliotheca Belgica, met informatie over toen bekende Vlamingen, geleerden en taalkundigen. In 1629 werd hij doctor in de rechten aan de universiteit van Leuven. Hij was er rector magnificus van 1644 tot 1649. Over de geschiedenis van de universiteit schreef hij in 1635 een nog steeds bruikbaar werk.
Op 21 augustus 1621 trouwde hij met Catharina Baeckx (1597–1640), met wie hij twee dochters kreeg.

## Publicaties
- Catalogus Clarorum Hispaniae Scriptorum, qui latine disciplinas omnes humanitatis, Jurisprudentiae, Philosophiae, Medicinae ac Theologiae illustrando etiam trans Pyrenaeos evulgati sunt. Nunc primum ex omnibus Nundinarum Catalogis ac Bibliothecis diligenter collectus, Leuven, 1607.
- Imagines Doctorum Virorum e variis gentibus Elogiis brevibus illustratae, Leuven, 1611.
- Collegii Trilinguis Buslidiani in Academia Lovaniensi exordia et progressus et linguae Hebraicae encomium, Leuven, 1618.
- Fasti academici Lovanienses, Leuven, bij Jan Olivier en Cornelius Coenesteyn, 1635.
- Bibliotheca Belgica, de Belgis vita scriptisque claris, Praemissa Topographia Belgii totius seu Germaniae inferioris descriptione, Leuven, 1623, vermeerderde uitgave, 1643.
- Erotemata juris canonici, Jena 1675.